# Gendün Chökyi Nyima

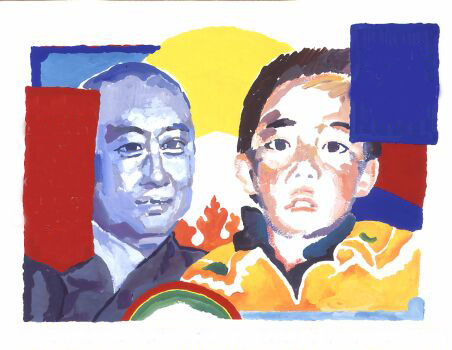
Gendün Chökyi Nyima mit dem 10. Panchen Lama im Hintergrund, gemalt von Claude-Max Lochu

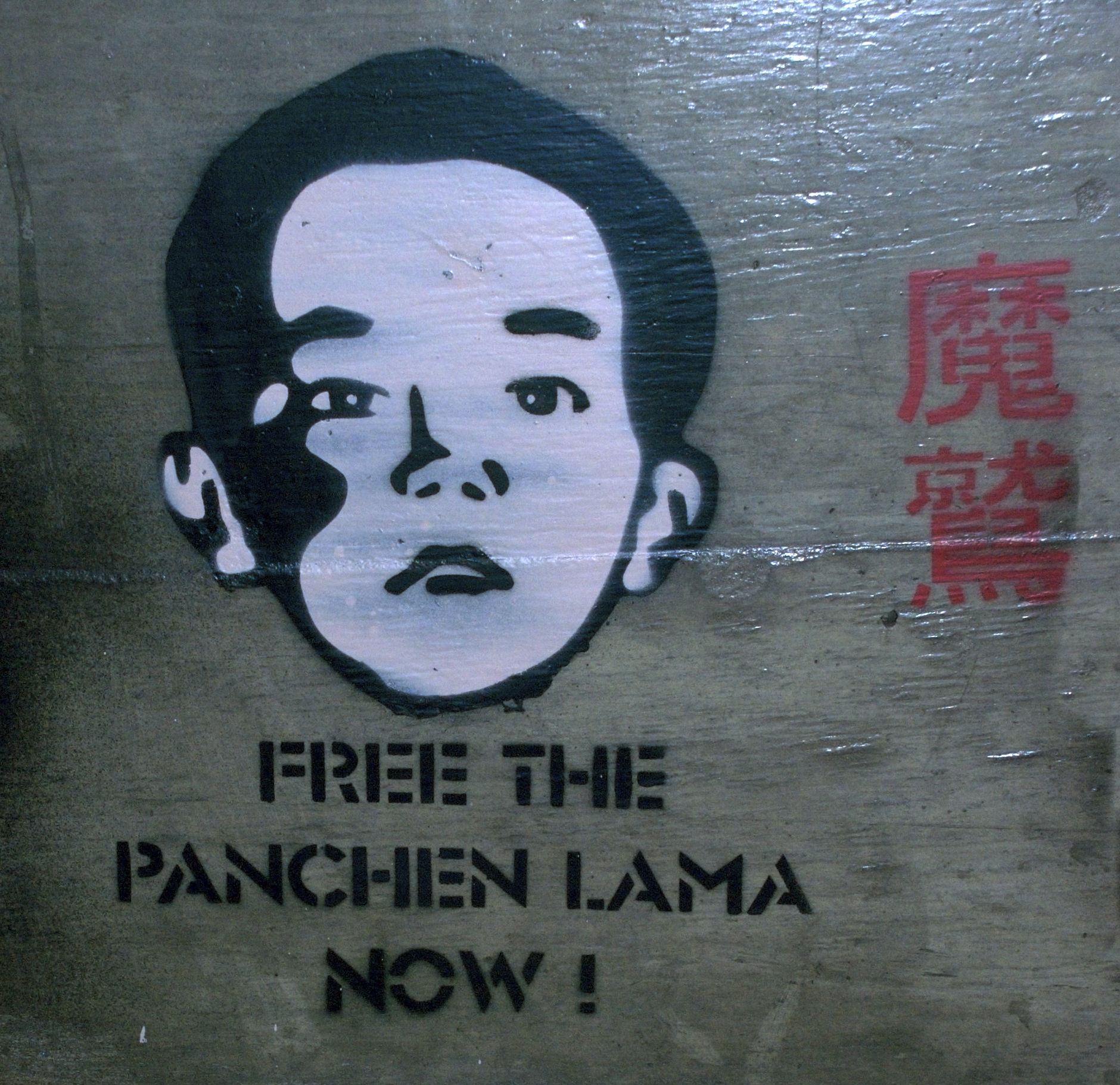
Wandmalerei

Gendün Chökyi Nyima (tib.: dge 'dun chos kyi nyi ma, tibetisch: དགེ་འདུན་ཆོས་ཀྱི་ཉི་མ་; * 25. April 1989, in der Region Lhari in Nagchu im Autonomen Gebiet Tibet der Volksrepublik China) ist der vom 14. Dalai Lama Tendzin Gyatsho anerkannte 11. Penchen Lama.

## Auswahl des 11. Penchen Lama
1989 wurde eine Suchkommission tibetisch-buddhistischer Mönche des Klosters Trashilhünpo mit der Suche nach der Reinkarnation (Trülku) des im selben Jahr verstorbenen 10. Penchen Lama beauftragt. Da der Dalai Lama gemäß der Tradition in Tibet eine wichtige Rolle bei der Auffindung des Penchen Lama spielt, kontaktierten die Mönche, mit ausdrücklicher Billigung der chinesischen Regierung, auch die tibetische Exilregierung, um den Dalai Lama zu ersuchen an der Auswahl teilzunehmen.
Dem Dalai Lama wurde somit 1994 von der gebildeten Suchkommission eine detaillierte Liste mit Fotos der in Frage kommenden Kandidaten übergeben, worauf dieser aus seinem indischen Exil in Dharmshala (Himachal Pradesh) – allerdings ohne weitere Rücksprachen mit der tibetischen Suchkommission bzw. den chinesischen Behörden gehalten zu haben – am 14. Mai 1995 den sechsjährigen Gendün Chökyi Nyima als Penchen Lama anerkannte.
Die Wahl wurde von den chinesischen Behörden mit der Begründung abgelehnt, die Eltern wünschten sich, dass ihr Privatleben respektiert werde und Gendün Chökyi Nyima ein normales Leben führen solle. Die Zusammenarbeit zwischen der Exilregierung und der Suchkommission wurde daraufhin abgebrochen. Der vom Dalai Lama erwählte Gendün Chökyi Nyima wurde offiziell durch die mit der Suche beauftragten Mönche abgelehnt und Gendün Chökyi Nyima sowie seine Familie wurden drei Tage nach seiner Auswahl von den chinesischen Behörden an einen unbekannten Ort gebracht.
Durch Ziehung aus der „Goldenen Urne“ wurde später der 5-jährige Gyeltshen Norbu im Jokhang in Lhasa zum 11. Penchen Lama ernannt.

## Aufenthaltsort
Der genaue Aufenthaltsort und das Wohlbefinden Gendün Chökyi Nyimas sind seit seinem Verschwinden unbekannt. Von ihm gibt es nach wie vor nur ein einziges Foto, das ihn als sechsjährigen Jungen zeigt. Wiederholte Anfragen und Bitten von Exil-Tibetern an die chinesischen Behörden blieben unbeantwortet oder wurden ausweichend beantwortet. Auch der involvierte UN-Ausschuss gegen das Verschwindenlassen äußerte sich wiederholt besorgt über sein Schicksal.
Nach Darstellung chinesischer Behörden sei er auf Bitten seiner Eltern an einen sicheren Ort gebracht worden. Seine Sicherheit sei bedroht und es bestünde Gefahr, dass er von tibetischen Separatisten entweder gekidnappt oder politisch instrumentalisiert werde.
1998 teilten die chinesischen Behörden mit, dass die Mutter Gendün Chökyi Nyimas eine Haftstrafe verbüße. Der Grund  für die Strafe und deren Dauer wurden nicht mitgeteilt. Die UN-Sonderberichterstatterin für Religions- und Glaubensfreiheit Asma Jahangir erhielt am 7. September 2005 eine Mitteilung der chinesischen Regierung, wonach Gendün Chökyi Nyima eine weiterführende Schule besuche, ein normales, glückliches Leben führe und eine gute kulturelle Bildung erhalte. Die Auskunft der chinesischen Behörden kann allerdings nicht von unabhängigen Beobachtern überprüft werden. 
Der durch Ziehung aus der „Goldenen Urne“ ermittelte Gyeltshen Norbu wird von vielen Tibetern nicht als Penchen Lama anerkannt. Viele Klöster in Tibet haben zwar Bilder des 10. Penchen Lama, von Gyeltshen Norbu jedoch keine.